# Diplazium deltoideum
Diplazium deltoideum är en majbräkenväxtart som först beskrevs av och som fick sitt nu gällande namn av Karel Presl.
Diplazium deltoideum ingår i släktet Diplazium och familjen Athyriaceae. Inga underarter finns listade i Catalogue of Life.